# Gnidia singularis
Gnidia singularis är en tibastväxtart som beskrevs av O.M. Hilliard. Gnidia singularis ingår i släktet Gnidia och familjen tibastväxter. Inga underarter finns listade i Catalogue of Life.